# Enxu-verdadeiro
Enxu-verdadeiro (Brachygastra lecheguana) por Latreille (1824), anteriormente conhecido como Nectarina lecheguana, é uma espécie de vespa negra de papel encontrada na América Central e América do Sul. Nidifica em vegetação rasteira em ambientes do tipo pastagem e produz mel, característico do gênero Brachygastra.

## Outros nomes e etimologia
Os nomes comuns incluem as palavras exu, eixu, eichu, enxu, enchú, inchú e a palavra "verdadeiro" para indicar que é a versão que produz mel, entre os outros, dependendo do local.

## Taxonomia
B. lecheguana pertence à tribo Epiponini de vespas Polistinae,  às vezes chamadas de vespas Polybiinae. É uma espécie de vespa social neotropical que se enquadra no gênero Brachygastra.
As vespas de Brachygastra são identificadas, como observado em Andena e Carpenter (2012), por uma projeção anatômica sobre sua asa posterior. O escutelo, metanoto e propode (três das estruturas posteriores dos himenópteros), formam uma superfície plana e vertical no meio do corpo (mesossomo).
O enxu-verdadeiro (B. lecheguana) está intimamente relacionado as espécies B. mellifica e B. borellii, e, de fato, alguns autores sugerem que B. lecheguana e B. mellifica só podem ser diferenciados com base em onde são encontrados com relação à sua distribuição relatada ao longo do período. No entanto, existem diferenças morfológicas e genéticas entre essas espécies.

## Descrição e identificação
Bequaert (1032), fornece uma descrição detalhada da anatomia e características de B. lecheguana.  Esta espécie é preta, com um abdômen colorido com listras amarelas, tendo manchas no tórax e cabeça colorida também em amarelo (mencionado em estudo sobre a espécie no Brasil).  O abdômen é largo e truncado, e os ninhos são globulares (parecendo potes), acinzentados e próximos ao solo.  As rainhas e os trabalhadores foram registrados com comprimento entre 7,5 e 9 mm e os machos com comprimento entre 7,5 e 8 mm. B. lecheguana pode ser diferenciada de B. mellifica com base na anatomia reprodutiva masculina; em B. lecheguana os machos têm um dígito apicalmente amplo, enquanto o dos machos de B. mellifica é relativamente estreito.

## Distribuição e habitat
B. lecheguana é encontrada na América Central e América do Sul, variando do México à Argentina. Esta espécie foi observada duas vezes ao norte, como Texas e Arizona, mas tende a ser rara ao norte do México. Os ninhos são ovais, feitos de material cinza semelhante a papel e perto do chão. Bequeart inclui uma descrição extensa do processo de construção de um desses ninhos em sua publicação de 1932 sobre vespas Polybiinae. Os ninhos estão localizados na vegetação rasteira, e parece que essas vespas preferem locais mais temperados, caracterizados por ambientes abertos e menos úmidos.